# 李和平 (律师)
李和平（1970年10月26日—），河南信阳人，中國人民大學法學碩士，北京维权律师，常为持不同政见者、强制拆迁受害者、法輪功及弱势群体等维权。2007年六律師代理法輪功案件，共同發表著名的〈憲法至上，信仰無罪 （页面存档备份，存于）〉無罪辯護詞。李和平信奉基督教，反对政府干预宗教及信仰。北京高博隆華律師事務所合夥人，兼任聯合國歐洲金融投資局(EFIB)法律顧問、聯合國工業發展組織專案協調代表。2015年7月10日遭中華人民共和國政府公安部無理由抓捕，當局在48小時內，讓逾57位維權律師及人權活動家失蹤、傳喚、限制人身自由、約談。李和平已于2017年5月9日下午获释。

## 生平
1990年代后期，李和平开始为公民权利奔走呼吁，随后，他直言不讳地批评中国共产党的施政政策和对宗教团体的限制。李和平和维权律师陈光诚、高智晟、持不同政见者杨子立、环境活动家谭凯相互砥砺和替他们辩护， 李和平同时为强制拆迁和强制征收受害者辩护。
与诸多中国维权人士和持不同政见者的不同是，李和平经常受到安全部队各种形式的骚扰和恐吓。2007年9月28日，李和平和家人被北京市公安局敦促其离北京市。9月29日，李和平和家人被12个便衣警察羁押12个小时。李和平被电棍殴打，后被丢到树林，当他回家，发现自己的律师执照丢失、电脑被格式化。
2010年5月31日，李和平在试图和唐吉田接触时，遭到安全部队羁押和审讯。
2011年，李和平告诉《今日美国》，他的家庭遭到监视，无论他去哪儿，他都会有4个警察监视。
2008年，李和平荣获美国国家民主基金会宗教民主自由奖，並獲美國總統布什在白宮接見。同时荣获欧洲理事会人权奖。另獲得歐洲律師公會的「歐洲律師人權獎」，出國領獎時遭當局阻撓。
2015年7月初因中國710「維權律師」大抓捕事件被刑拘，7月底天津市公安局在收到李和平妻子王峭嶺寄出的《政府信息公开申请表》，相天津市公安局在偵辦李和平律師一案中，具體辦案名稱、案件負責人姓名及聯繫方式。為此北京市公安局發出《行政復議申請不予受理決定書》，責令大興分局對李和平失蹤案立案調查，核實採取將至錯事的辦案單位、強制措施的性質、羈押地點等不屬於行政覆議範圍。8月3日李和平妻子王峭嶺起訴新華社、人民日報等9家媒體對李和平律師污名化和混淆視聽的報道，是未依法審判而先定罪的作法。翌日，居住地派出所警員要求王峭嶺到派出所。8月6日因連續發表多篇有關李和平的文章，而被天津警方、北京警方已涉嫌「尋釁滋事罪」在派出所傳喚5小時。
2016年12月上旬，李和平被天津市检察院以“颠覆国家政权罪”起诉。王峭岭聘请马连顺担任李和平的辩护律师；马连顺说他从未被允许会见李和平，李和平被单独监禁；马连顺认为，在境外机构资助下所做的反酷刑和反死刑研究可能是李和平被控颠覆国家政权罪的主因。
2017年4月25日，天津二中院对李和平颠覆国家政权一案进行不公开开庭审理。4月28日上午，天津市第二中级人民法院对李和平颠覆国家政权案公开宣判，认定李和平犯颠覆国家政权罪，判处其有期徒刑三年、缓刑四年（法庭认为李和平犯罪情节较轻，有悔罪表现而适用缓刑），剥夺政治权利四年。李和平服从判决不上诉。他妻子王峭岭表示：“2016年5月，在天津市第一看守所，他被戴上了这种手铐和脚镣，中间还连上了铁链”，他还被强行灌药，“他被打过，警察还不让他睡觉，并对他进行令人精疲力竭的讯问；他还在一天里被强制站立15个小时，不能移动”，他还签署了一份协议，承诺不再接受媒体采访。

## 知名維權案件
部分案件：
- 2007年，石家莊法輪功學員王博案
- 2006年，浙江民間環保組織《綠色觀察》發起人譚凱案
- 2005年，晟智律師事務所行政處罰聽證辯護，並持續營救高智晟律師，為此遭長期被中共國保人員、警察24小時跟蹤監控及不時的騷擾。
- 2005年，浙江東陽畫水村「四一零事件」
- 2005年，陝北油田案（高智晟）
- 2005年，太石村罷免事件
- 2005年，山東臨沂計生案（陳光誠）
- 2004年，「三班僕人」教派領袖徐雙富案
- 2001年，楊子立案

## 〈憲法至上，信仰無罪〉辯護詞
2007年，河北省石家莊法輪功學員王博案二審，4月27日在石家莊中級法院開庭，6位北京代理律師李和平、黎雄兵、張立輝、李順章、滕彪、鄔宏威，為王博及父母3位當事人無罪辯護；發表著名的〈憲法至上，信仰無罪 （页面存档备份，存于）〉無罪辯護詞，被認為是中國律師首度衝破中華人民共和國政府禁區，從法律層面系統且全面的為法輪功無罪辯護。
在開庭前，據自由亞洲電台的報導，4月初李和平遭一群身份不明歹徒的綁架，把李和平帶到不明建築物內進行毆打，搶走了他的電腦移動硬盤和手機芯片，並複製他的筆記本電腦內容，並威脅他立即離開北京；經過約6個小時之後，李和平被綁架者單獨丟在北京郊外，他後來回到家中。

## 外部連結
- 〈憲法至上，信仰無罪 （页面存档备份，存于）〉辯護詞，2007年3月31日
- 李和平TWITTER推特 （页面存档备份，存于）
- 李和平WEIBO微博 （页面存档备份，存于）
- 709案秘密审判李和平缓刑 家属要求无罪释放 （页面存档备份，存于）.2017年4月29日